# McDonnell Douglas KC-10 Extender
McDonnell Douglas KC-10 Extender er et tankfly baseret på McDonnell Douglas DC-10. Det bruges til at lufttanke fly, således de ikke behøves at lande.
I dag anvendes det af United States Air Force og det hollandske Koninklijke Luchtmacht.